# Franz Heilmayer
Franz Heilmayer (20. prosince 1859 Mattsee – 12. února 1920 Mattsee) byl rakouský křesťansko sociální politik, na počátku 20. století poslanec Říšské rady, v poválečném období poslanec rakouské Národní rady.

## Biografie
Působil jako barvířský mistr. Angažoval se v Křesťansko sociální straně Rakouska. Byl předsedou živnostenského spolku v soudním okresu Mattsee. Byl členem obecní rady a starostou Mattsee.
Na počátku 20. století se zapojil i do celostátní politiky. Ve volbách do Říšské rady roku 1907, konaných poprvé podle všeobecného a rovného volebního práva, získal mandát v Říšské radě (celostátní zákonodárný sbor) za obvod Salcbursko 4. Usedl do poslanecké frakce Křesťansko-sociální sjednocení. Mandát obhájil ve volbách do Říšské rady roku 1911 za týž obvod. Usedl do klubu Křesťansko-sociální klub německých poslanců. Ve vídeňském parlamentu setrval až do zániku monarchie. K roku 1911 se profesně uvádí jako starosta.
Po válce zasedal v letech 1918–1919 jako poslanec Provizorního národního shromáždění Německého Rakouska (Provisorische Nationalversammlung).